# Mieke Mosmuller
Mieke Mosmuller(-Crull) (* 21. Februar 1951 in Amsterdam als Mieke Crull) ist eine niederländische Ärztin, Philosophin und Autorin.

## Leben
Ihr Vater David Crull kam aus Noord-Holland, ihre Mutter Marie van den Broek aus Limburg. Mieke Mosmuller besuchte das Barlaeus Gymnasium in Amsterdam und absolvierte im Anschluss ein Studium der Medizin an der Universität von Amsterdam. Zusammen mit ihrem Mann Jos Mosmuller, den sie während des Studiums kennen lernte, ließen sie sich als Hausärzte mit eigener Apotheke in Limbricht nieder, zusammen haben sie drei Kinder. 1983 erfolgte der erste Kontakt mit dem Werk von Rudolf Steiner. 1993 begann ihre schriftstellerische Tätigkeit. Seit 2003 wohnt sie mit ihrem Mann in Baarle-Nassau.
Von 1984 bis zu ihrem Austritt 1998 waren Mieke und Jos Mosmuller Mitglied der Anthroposophischen Gesellschaft und zugleich der Freien Hochschule für Geisteswissenschaft. 1994 veröffentlichte Mieke Mosmuller ihr erstes Buch Suche das Licht, das im Abendlande aufgeht. Mit dem niederländischen Kabarettisten Toon Hermans führte sie über mehrere Jahre Gespräche über seine Anschauungen von Gott und Glauben. Sie veröffentlichte 65 Bücher in niederländischer, deutscher, englischer, französischer und dänischer Sprache.

## Veröffentlichungen (deutschsprachig)
- Suche das Licht, das im Abendlande aufgeht. Occident Verlag, Den Haag 1994, ISBN 978-90-75240-02-3.
- Der deutsche Geist. Occident Verlag, Baarle-Nassau 2000, ISBN 978-90-75240-09-2.
- Mutter eines Königs. Occident Verlag, Baarle-Nassau 2006, ISBN 978-3-00-013367-1.
- Die Weisheit ist eine Frau. Occident Verlag, Baarle-Nassau 2006, ISBN 978-3-00-018637-0.
- Der Heilige Gral. Occident Verlag, Baarle-Nassau 2007, ISBN 978-3-00-021871-2.
- Stigmata und Geist-Erkenntnis. Judith von Halle versus Rudolf Steiner. Occident Verlag, Baarle-Nassau 2008, ISBN 978-3-00-023291-6.
- Inferno. Occident Verlag, Baarle-Nassau 2008, ISBN 978-3-00-025953-1.
- Eine Klasse voller Engel. Über die Erziehungskunst. Occident Verlag, Baarle-Nassau 2009, ISBN 978-3-00-043548-5.
- Arabeske – Das Integral Ken Wilbers. Occident Verlag, Baarle-Nassau 2009, ISBN 978-3-00-028629-2.
- Himmlische Rose. Occident Verlag, Baarle-Nassau 2010, ISBN 978-3-00-032790-2.
- Das Tor zur geistigen Welt. Occident Verlag, Baarle-Nassau 2010, ISBN 978-3-00-030934-2.
- Meditation. Occident Verlag, Baarle-Nassau 2010, ISBN 978-3-00-030934-2.
- Das menschliche Mysterium. Bildekräfte, Lebenskräfte, Gestaltung des menschlichen Leibes. Occident Verlag, Baarle-Nassau 2011, ISBN 978-3-00-034035-2.
- Anschauen des Denkens. Occident Verlag, Baarle-Nassau 2011, ISBN 978-3-00-034669-9.
- Rudolf Steiner, Eine spirituelle Biographie. Occident Verlag, Baarle-Nassau 2011, ISBN 978-3-00-036201-9.
- Johannes, Dialoge über die Einweihung. Occident, Baarle-Nassau 2012.
- Begreifen des Denkens. Occident Verlag, Baarle-Nassau 2012, ISBN 978-3-00-038134-8.
- Ich mache was ich will! Freiheitsphilosophie für junge Menschen. Occident Verlag, Baarle-Nassau 2012, ISBN 978-3-00-040434-4.
- Ein Kind ist eine sichtbar gewordene Liebe. Occident Verlag, Baarle-Nassau 2013, ISBN 978-3-00-041847-1.
- Die Kategorien des Aristoteles. Die Buchstaben des Weltenwortes. Occident Verlag, Baarle-Nassau 2013, ISBN 978-3-00-043873-8.
- Anthroposophie und die Kategorien des Aristoteles. Occident Verlag, Baarle-Nassau 2014, ISBN 978-3-00-045310-6.
- Die Verwandlung des Denkens. Occident Verlag, Baarle-Nassau 2014, ISBN 978-3-00-045878-1.
- Königsweg. Occident Verlag, Baarle-Nassau 2014, ISBN 978-3-00-046854-4.
- Lebendiges Denken. Occident Verlag, Baarle-Nassau 2015, ISBN 978-3-00-048841-2.
- Philosophische Reflexionen 2014 - 2015. Occident Verlag, Baarle-Nassau 2015, ISBN 978-3-00-050262-0.
- Chartres. Ein anderer Blick auf die Kathedrale. Occident Verlag, Baarle-Nassau 2015, ISBN 978-3-00-051079-3.
- Der Himmel auf Erden. Occident Verlag, Baarle-Nassau 2015, ISBN 978-3-00-051901-7.
- Persephone - Natura. Die Überwindung der Maja. Occident Verlag, Baarle-Nassau 2016, ISBN 978-3-00-052304-5.
- Die Kunst des Denkens. Occident Verlag, Baarle-Nassau 2016, ISBN 978-3-946699-00-2.
- Adam Kadmon. Occident Verlag, Baarle-Nassau 2016, ISBN 978-3-946699-01-9.
- Vom Himmel hoch. Die Engel-Hierarchien und der Mensch. Occident Verlag, Baarle-Nassau 2016, ISBN 978-3-946699-03-3.
- Die Anthroposophische Bewegung. Occident Verlag, Baarle-Nassau 2017, ISBN 978-3-946699-04-0.
- Impressionen aus dem Tod. Occident Verlag, Baarle-Nassau 2017, ISBN 978-3-946699-05-7.
- Über die Hierarchien der Engel. Die dritte Hierarchie. Occident Verlag, Baarle-Nassau 2017, ISBN 978-3-946699-06-4.
- Der Graf von Saint Germain und die Musik. Occident Verlag, Baarle-Nassau 2018, ISBN 978-3-946699-07-1.
- Die Schöpfung aus dem Nichts. Kontemplation. Occident Verlag, Baarle-Nassau 2018, ISBN 978-3-946699-08-8.
- Über die Hierarchien der Engel. Die zweite Hierarchie. Occident Verlag, Baarle-Nassau 2018, ISBN 978-3-946699-09-5.
- Singularität. Dialog über künstliche Intelligenz und Spiritualität. Occident Verlag, Baarle-Nassau 2019, ISBN 978-3-946699-10-1.
- Alte und neue Mystik. Occident Verlag, Baarle-Nassau 2019, ISBN 978-3-946699-11-8.
- Über die Hierarchien der Engel. Die erste Hierarchie. Occident Verlag, Baarle-Nassau 2019, ISBN 978-3-946699-12-5.
- Posthumanismus. Über die Zukunft des Menschen. Occident Verlag, Baarle-Nassau 2020, ISBN 978-3-946699-13-2.
- Ethischer Individualismus versus Kommunikatives Handeln. Kritik an Habermas' Theorie. Occident Verlag, Baarle-Nassau 2020, ISBN 978-3-946699-14-9.
- Die Apokalypse. Drei Anschauungen. Occident Verlag, Baarle-Nassau 2020, ISBN 978-3-946699-16-3.
- Lotus und Lilie. Dialog zwischen einem Buddhisten und einem Christen. Occident Verlag, Baarle-Nassau 2021, ISBN 978-3-946699-15-6.
- Lerne Denken!. Occident Verlag, Baarle-Nassau 2022, ISBN 978-3-946699-17-0.
- Lerne Fühlen!. Occident Verlag, Baarle-Nassau 2022, ISBN 978-3-946699-19-4.
- Seelenkalender - mit Einführungen von Mieke Mosmuller. Occident Verlag, Baarle-Nassau 2022, ISBN 978-3-946699-18-7.
- Zarte Vertröstung - Die Erscheinung von Christus in der ätherischen Welt. Occident Verlag, Baarle-Nassau 2022, ISBN 978-3-946699-20-0
- Tun!. Occident Verlag, Baarle-Nassau 2023, ISBN 978-3-946699-22-4.
- Elementarwesen - auf geisteswissenschaftlicher Grundlage. Occident Verlag, Baarle-Nassau 2023, ISBN 978-3-946699-23-1.
- Bittersüßer Schmerz - Die Erscheinung Christi in der ätherischen Welt. Occident Verlag, Baarle-Nassau 2023, ISBN 978-3-946699-24-8.
- Freundschaft. Occident Verlag, Baarle-Nassau 2024, ISBN 978-3-946699-25-5.
- So erscheint Michael.... Occident Verlag, Baarle-Nassau 2024, ISBN 978-3-946699-27-9.
- Hotel Corona. Occident Verlag, Baarle-Nassau 2025, ISBN 978-3-946699-28-6.